# Caucaea macrotyle
Caucaea macrotyle är en orkidéart som först beskrevs av Willibald Königer och José Portilla, och fick sitt nu gällande namn av Willibald Königer. Caucaea macrotyle ingår i släktet Caucaea och familjen orkidéer.
Artens utbredningsområde är Ecuador. Inga underarter finns listade i Catalogue of Life.